# Alte Kaffeerösterei Lünen

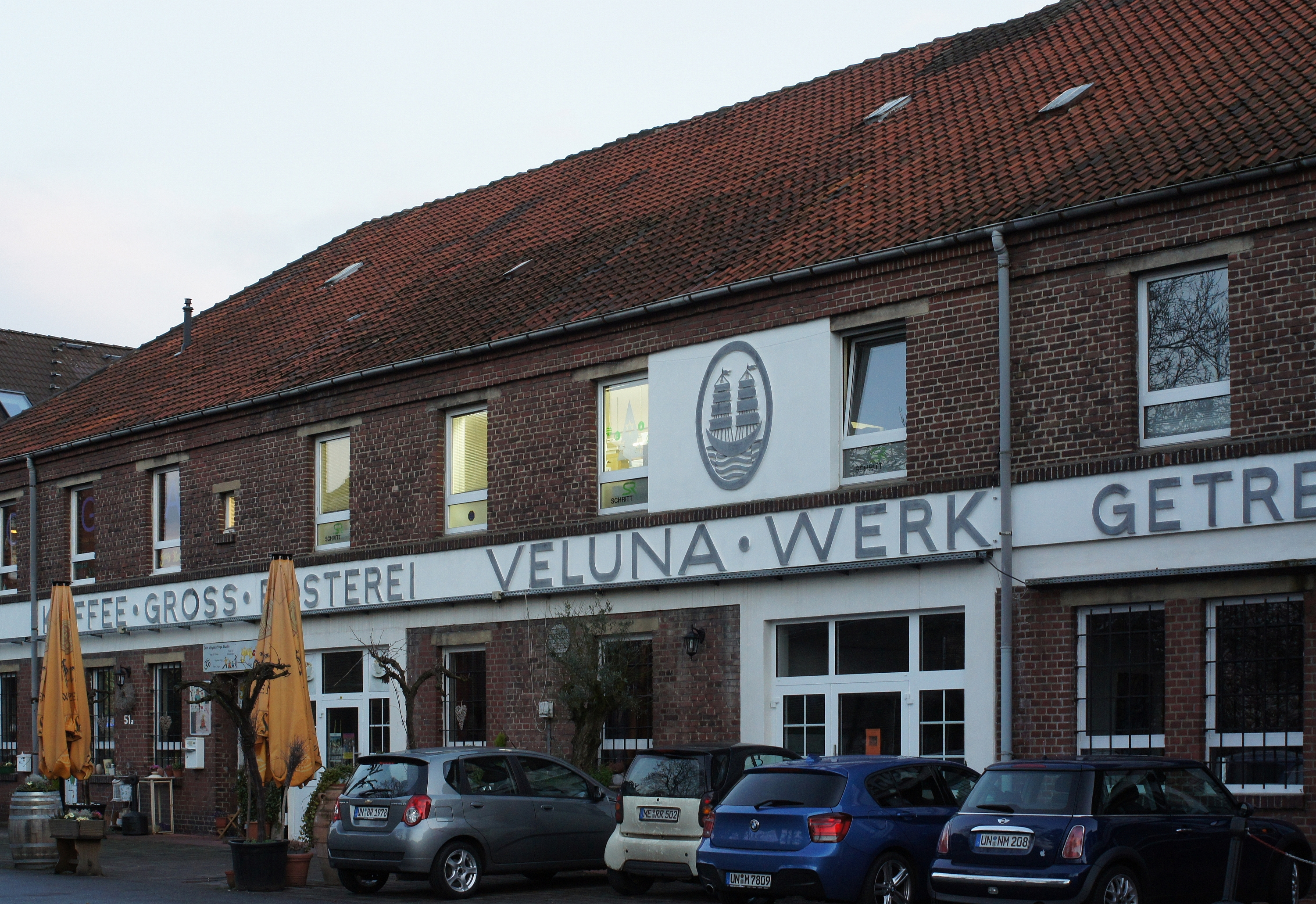
Die Alte Kaffeerösterei an der Cappenberger Straße in Lünen

Die Alte Kaffeerösterei ist eine ehemalige Kaffeefabrik in Lünen (Nordrhein-Westfalen) in der Cappenberger Straße 51 im Ortsteil Lünen-Nord. Das älteste Gebäude des Komplexes, der aus zehn Teilgrundstücken und mehreren Gebäuden besteht, ist das 1906 errichtete Wohnhaus des früheren Fabrikanten Ignaz Woestmann.
Im Jahr 1924 gründete Woestmann unter dem Namen VELUNA (VEreinigte LUener NAhrungsmittelwerke) die seinerzeit größte Kaffeerösterei Lünens. Es gab noch zwei weitere Kaffeeröstereien. Neben Bohnenkaffee wurden auch Malzkaffee und Kornkaffee, umgangssprachlich „Muckefuck“ genannt, produziert. Die Rösterei belieferte vor allem Cafés in Lünen und Umgebung, aber auch bis nach Düsseldorf und Köln. In der Weltwirtschaftskrise geriet das Unternehmen in wirtschaftliche Schwierigkeiten, 1932 wurde die Produktion eingestellt. Seitdem dienten die Gebäude verschiedenen Zwecken, unter anderem wurden in den 1970er und 1980er Jahren Schuhe und Bekleidung produziert. 1990 wurde das Gelände in einen Gewerbehof umgewandelt und nach einem Eigentümerwechsel im Wege der Zwangsversteigerung im Jahr 2010 der Gebäudekomplex umfassend saniert. Seitdem beherbergt er gewerblich-kulturelle Lokale, darunter Geschäfte für Kunst, Gewerbe, Kultur und ein Café, aber auch andere gewerbliche Räume und Wohneinheiten. Eigentümer war zunächst das Ehepaar Melanie und Eckhard Ahlert. Beide verkauften die Rösterei jedoch zum 1. Januar 2023 an Rebecca Keenan und Martin Lehnhoff.
Die Alte Kaffeerösterei ist aufgenommen in die Route der Industriekultur – Sole, Dampf und Kohle (Nr. 10) und in die Route der Industriekultur – Brot, Korn und Bier (Nr. 21) der vom Regionalverband Ruhr erstellten Themenrouten. Anlass für die Aufnahme der Alten Kaffeerösterei in zwei der Themenrouten war seitens des Metropole Ruhr  die wechselvolle Industrie- und Nutzungsgeschichte dieses Industrieensembles als Alleinstellungsmerkmal.
Die Alte Kaffeerösterei war als einziger Veranstaltungsort in Lünen 2013 und 2014 ein Spielort der ExtraSchicht.